# Cuarțit

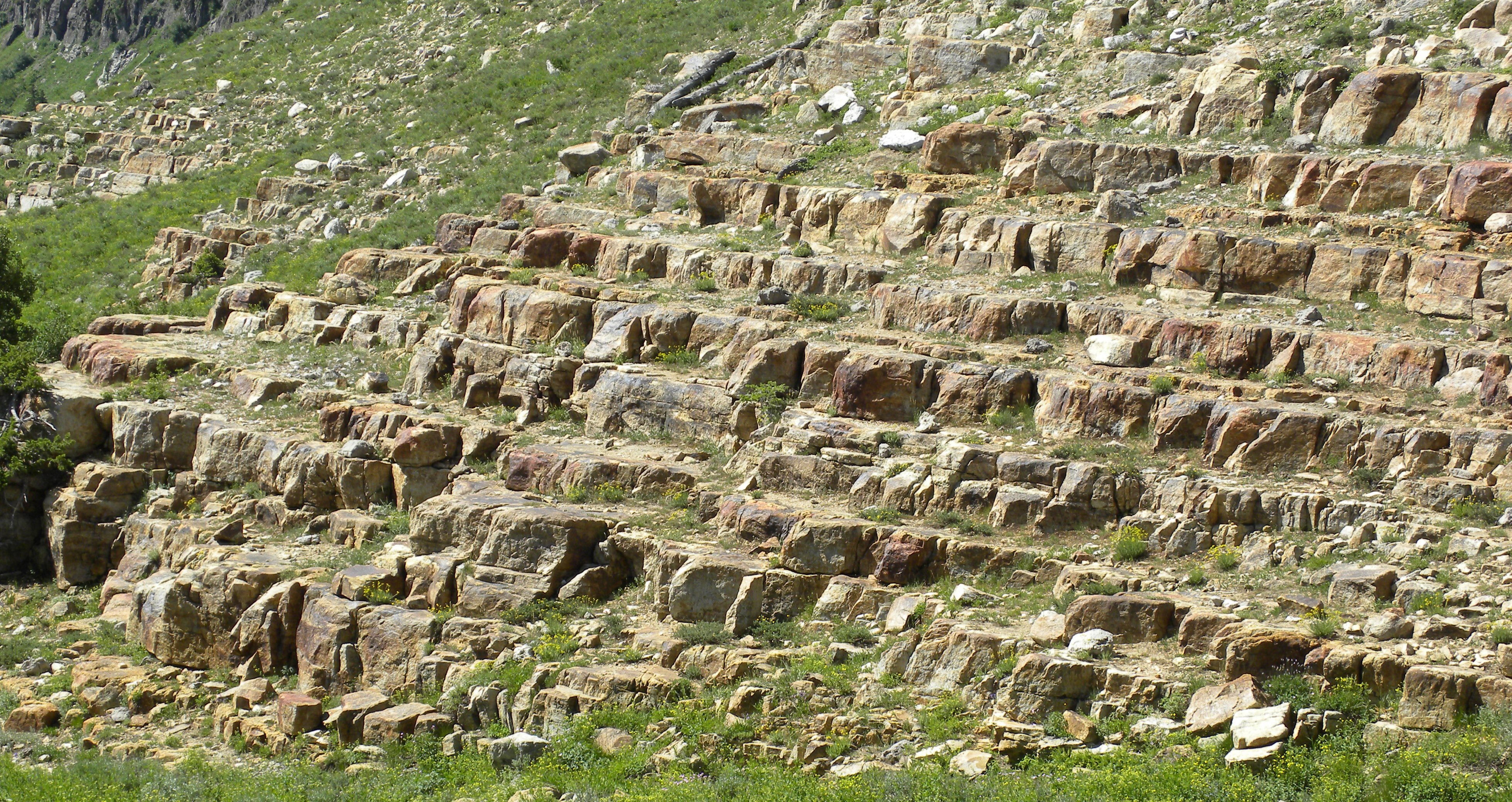
Depozit de cuarțit lângă Tony Grove Lake, Cache County, Utah

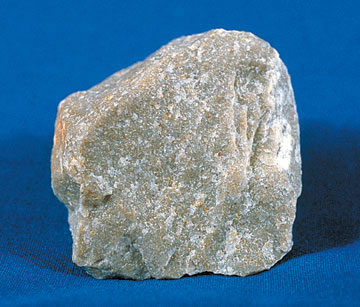
Cuarțit

Cuarțitul este o rocă metamorfică alcătuită mai ales din cuarț, căruia i se asociază uneori mică, magnetit etc.

## Descriere
Gresia devine cuarțit prin încălzire și presiune, de obicei, legate de benzi orogenice de compresie tectonică. Cuarțitul pur este, de obicei, de culoare albă.  De multe ori cuarțitele sunt gri sau apar în culori de la roz la roșu din cauza  conținutului mai mare de oxid de fier. Alte culori, cum ar fi galben sau portocaliu, sunt datorate altor impurități minerale. Are o mare duritate și este comun în terenurile paleozoice. 
Când gresia se metamorfozează în cuarțit, granulele individuale de cuarț se recristalizează pentru a forma un mozaic de cristale de cuarț.  La prima vedere cuarțitul poate fi confundat cu marmura. De asemenea, nu trebuie confundat cu silexul , o rocă sedimentară compusă aproape în întregime din dioxid de siliciu.

## Depozite
Cuarțitul se gasește ca o componentă în șisturile de mică, sisturile cristaline sau gnais. Există, de asemenea, cuarțit masiv în diverse locuri de pe planetă.
În România este foarte răspândit în șisturile cristaline din Carpați. Uneori se găsește împreună cu minereuri de mangan (Carpații orientali), alteori cu minereuri de fier (Munții Poiana Ruscă).

## Utilizare
În paleolitic și neolitic a fost folosit pentru confecționarea uneltelor de piatră.
Cuarțitul este foarte dur și poate fi utilizat în construcții. Când este foarte curat se folosește în industria ceramică, a materialelor refractare sau în metalurgie.